# Bhanpura
Bhanpura is een nagar panchayat (plaats) in het district Mandsaur van de Indiase staat Madhya Pradesh. 

## Demografie
Volgens de Indiase volkstelling van 2001 wonen er 16.493 mensen in Bhanpura, waarvan 51% mannelijk en 49% vrouwelijk is. De plaats heeft een alfabetiseringsgraad van 70%. 